# Christine Nguyen
Pour les articles homonymes, voir Christine et Nguyen.
Christine Nguyen est une actrice et mannequin américaine née le 4 février 1980 à Saïgon au Vietnam.

## Filmographie
- 2005 : Gag Her with a Ball! (court métrage)
- 2005 : Chloroformed, Captured and Topless!
- 2005 : Hogtie Nightmare! (court métrage)
- 2005 : Frightened Topless Captives (court métrage)
- 2005 : Hostile Hogties!
- 2005 : Topless Bondage Exposes
- 2005 : Black Tie Nights (série télévisée) : Ally
- 2006 : 7 Lives Exposed (série télévisée) : Chrissie
- 2006 : Active Women in Chloroform Danger!
- 2006 : Destined for Bondage! : la femme d'affaires
- 2006 : Battling Ball-Gagged Beauties!
- 2006 : Sex Games Vegas (série télévisée) : Kira
- 2006 : Ghost in a Teeny Bikini : Muffin Baker
- 2006 : Naked Surrender : Ally
- 2006 : Totally Busted (série télévisée) : Bondage Girl
- 2006 : The Mummy's Kiss: 2nd Dynasty : Elyse Lam
- 2006 : Bikini Girls from the Lost Planet : Danow
- 2007 : Swingers Sex Party (téléfilm) : Leslie
- 2007 : The Erotic Traveler (série télévisée)
- 2007 : Gagged and Gift-Wrapped!
- 2007 : Debbie Does Dallas Again : la fille du vestiaire
- 2007 : Sin City Diaries (série télévisée) : Jenna
- 2007 : Super Ninja Bikini Babes (téléfilm) : Eriko, la Ninja
- 2007 : Girl with the Sex-Ray Eyes (téléfilm) : Kelly
- 2007 : Miyuki : l'étudiante en langue
- 2007 : Canoga Park (série télévisée) : Christine
- 2008 : Tarzeena: Jiggle in the Jungle (téléfilm) : Tarzeena
- 2008 : Deviant Affairs (téléfilm) : Megan
- 2008 : Bikini Royale (téléfilm) : Sophie
- 2008 : 69 Sexy Things 2 Do B4U Die (série télévisée) : Christine
- 2008 : Voodoo Dollz (téléfilm) : Christina
- 2009 : The Devil Wears Nada (téléfilm) : Candy Cane
- 2009 : Sexually Insatiable (téléfilm)
- 2009 : 1000 Ways to Die (série télévisée documentaire) : Su Su / elle-même, le mannequin
- 2009 : The Telling : Absinthe Fairy
- 2009 : Party Down (série télévisée) : la contestataire #1
- 2009 : Table for Three : la stripteaseuse
- 2009 : Sex Pot : Cindy
- 2009 : Bitch Slap : la méchante escort girl
- 2009 : House Broken : la blonde sexy
- 2009 : Good Guys Finish Last : la fille du montage
- 2010 : Bikini Frankenstein : Claudia
- 2010 : Twilight Vamps : Angela
- 2010 : Deep in the Valley: DVD Naked Commentary : l'hôtesse
- 2010 : Bikini Jones and the Temple of Eros (téléfilm) : Bikini Jones
- 2010 : Sex Chronicles (série télévisée) : Brina
- 2010 : Housewives from Another World : Carla
- 2010 : Kaboom : l'étudiante bimbo
- 2010 : Get Him to the Greek : la Lap danseuse
- 2010 : Front Mission Evolved (jeu vidéo) : Wanzer Pilot
- 2010 : Milf : Victoria
- 2010 : Next Stop for Charlie (série télévisée) : la sauveuse de Sushi
- 2010 : My Best Friend Bigfoot Ep.1 & 2. (court métrage) : la fille du rencard
- 2011 : Life on Top (série télévisée) : Lena
- 2011 : Sexual Witchcraft (téléfilm) : Sheri
- 2011 : Bucky Larson: Born to Be a Star : la fille du photoshoot
- 2011 : Tanya X (série télévisée) : Sandy Bottoms
- 2011 : Ms. Mauser's Misery : la victime asiatique du cambriolage
- 2011 : Chemistry (série télévisée) : Isha
- 2011 : Hollywood Sex Wars : Elle
- 2011 : Girls Over the Edge: Bridesmaids
- 2012 : Celebrity Sex Tape : Jillian Baines
- 2012 : Dirty Blondes from Beyond (téléfilm) : Krella
- 2012 : Baby Dolls Behind Bars : Matron
- 2012 : Loop (court métrage) : Ophelia
- 2012 : Dexter (série télévisée) : la danseuse
- 2013 : Sexy Wives Sinsations (téléfilm) : Linda
- 2013 : House of Lies (série télévisée)
- 2013 : The Big Bust Theory : Betty
- 2013 : All Babe Network : Mindy
- 2014 : Sexually Bugged! (téléfilm) : doctoresse Anderson
- 2013-2014 : Vigilante Diaries (série télévisée) : la fille de la maison sécurisée
- 2014 : CSI: Crime Scene Investigation (série télévisée) : la fille du lupanar
- 2014 : Lolita from Interstellar Space (téléfilm) : Sarah
- 2014 : The Coed and the Zombie Stoner : la bibliothécaire
- 2014 : Sexy Warriors (téléfilm) : Gail
- 2014 : After Midnight de Fred Olen Ray : Zoey
- 2015 : The Night Crew : Sabrina
- 2015 : College Coeds vs. Zombie Housewives : Carrie
- 2015 : Invisible Centerfolds : Kay
- 2016 : Sharkansas Women's Prison Massacre : Michelle Alika
- 2016 : Vigilante Diaries : Chrissy
- 2016 : L'Attaque des donuts tueurs : Martha
- 2019 : Girls Guns and Blood : Kitty